# Луканя
Луканя (словен. Lukanja) — поселення в общині Словенська Бистриця, Подравський регіон‎, Словенія.